# Dummer August

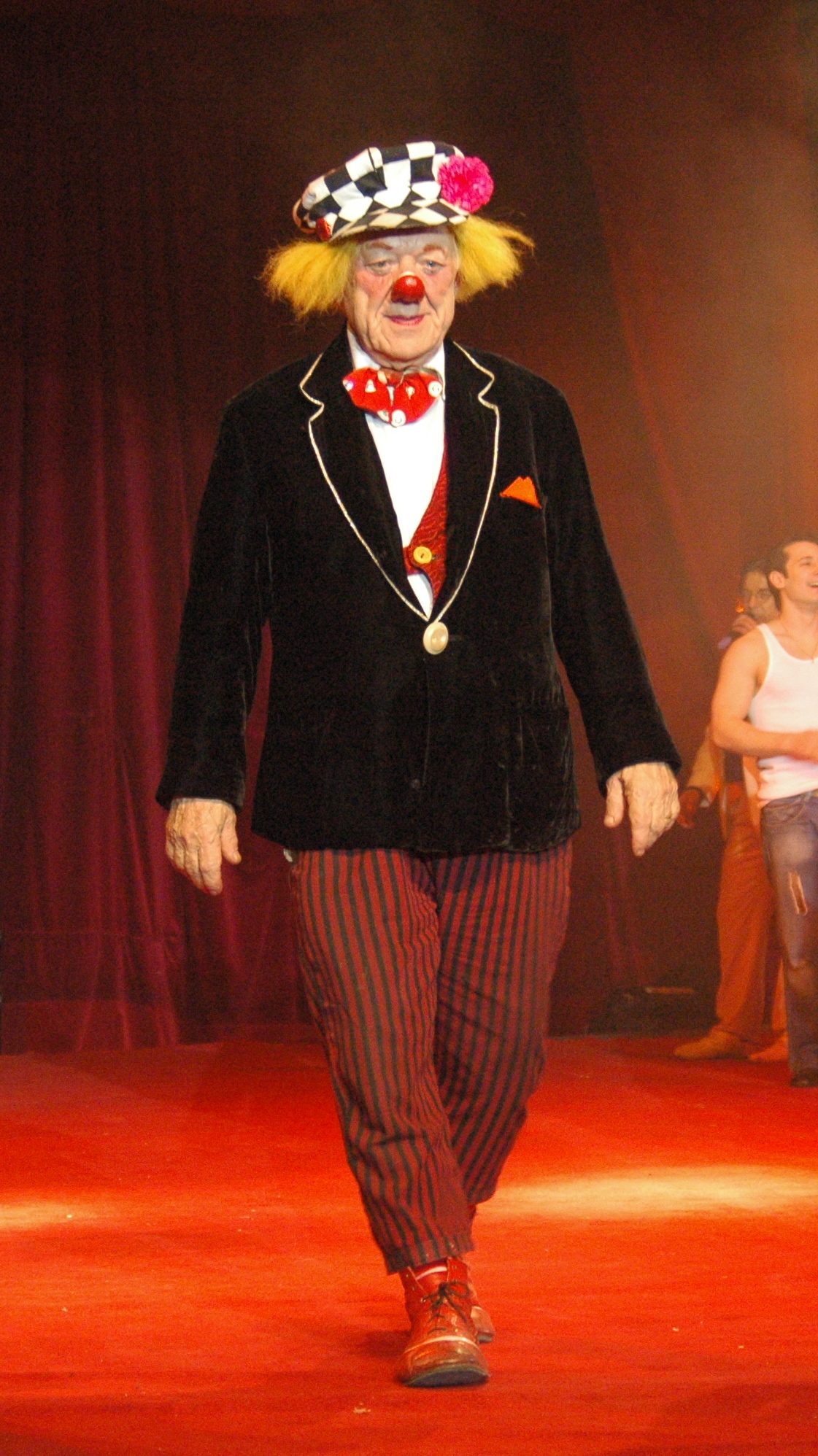
Oleg Popow, russischer Clown und Pantomime (2009)

Der dumme August ist eine Clownsfigur im Zirkus. Als Rotclown ist er der Gehilfe des Weißclowns und steht im Status am unteren Ende der Hierarchie. August und dummer August sind Gegenspieler des Weißclowns und necken sich gegenseitig. Meistens sind die Sympathien der Zuschauer eher beim warmherzigen, tölpelhaften dummen August als beim besserwisserischen Weißclown.

## Geschichte
Der dumme August geht auf die Antike zurück, der Centunculus („hundert Fleck“) trieb auf römischen Märkten und öffentlichen Plätzen seine derben Späße. Er trat in einem bunten Kostüm auf, Hose und Jacke waren aus vielen Fetzen zusammengeflickt, seine komische Wirkung wurde dadurch gesteigert, dass er ohne Schuhe und ohne Haare auftrat. Er besaß damit schon jenen Kahlkopf, der zu den Erkennungsmerkmalen des heutigen, als „inkompetent“ bezeichneten Clowns gehört, ebenso wie die überdimensionierten, absatzlosen Schuhe, die seinen komischen Gang bewirken. Die Gestik, Mimik und Körperhaltung dieser Figur ist reduziert: Seine ganze Erscheinung kündigt ein Scheitern an.

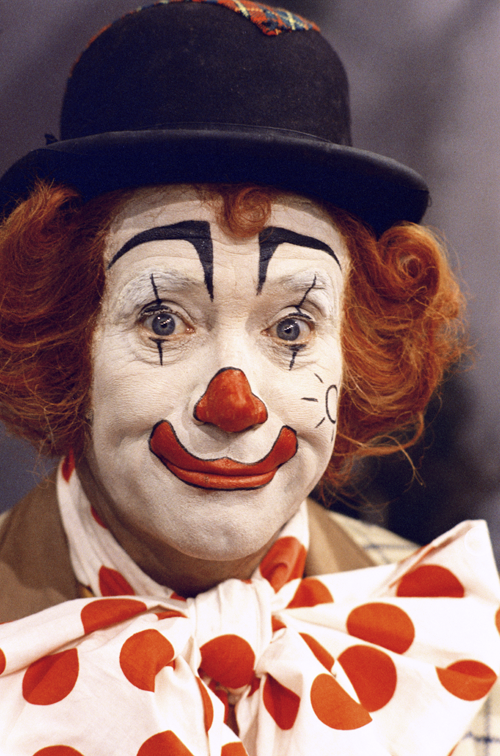
Cor Witschge als „Pipo de Clown“ (1973)

Vorläufer des dummen Augusts waren auch die Hofnarren des Mittelalters, Figuren der Commedia dell’arte und Till Eulenspiegel. In seiner jetzigen Form erschien er erstmals am Anfang des 19. Jahrhunderts in Frankreich, als eigentlicher Erfinder gilt Tom Belling (1843–1900).
Charakteristisch für den (dummen) August ist die rote Knollennase und die feste Schminke auf Mund, Wangen und Augen. Traditionsgemäß kann er die Bühne durchqueren und in das Publikum gehen. Er verblüfft und verwirrt den weißen Clown, selbst wenn er voll guten Willens ist. Der August muss in seiner Nummer eine Leistung verwirklichen, in der die Unfälle sich verknüpfen. Sein Universum stößt oft mit jenem des Weißclowns zusammen, der die Bühne beherrscht.
Federico Fellini erklärte den Streit der beiden Clownfiguren folgendermaßen: „Es ist der Kampf zwischen dem stolzen Kult der Vernunft, der zum anmaßenden Kult des Ästhetizismus wird, und dem Instinkt, der Freiheit des Triebes.“ Der Große Brockhaus von 1929 grenzt den dummen August vom Clown ab: „Der ‚dumme August‘, eine besondere Clownfigur, ist eigentlich die parodierte Figur des Stallmeisters, die der Clown Tom Belling schuf.“ 
Dummer August ist auch ein von Günter Grass 2007 veröffentlichter Lyrikband, in dem er die Mediendebatte über seine NS-Vergangenheit thematisiert. In einem Gedicht schrieb er: 

„Wie während Kinderjahren der Clown / im Zirkus Sarrasani, / so gleichen Namens der Monat. // Faxen machen, / Grimassen schneiden, / wie einst mit vierzehn. // Schon komme ich mir komisch vor, / gestellt vors Schnellgericht / der Gerechten. // Und auch der spitze Hut, gedreht / aus der Zeitung von gestern, / kleidet, weil allzeit gültig.“

## Berühmte Darsteller
- Tom Belling (1843–1900)

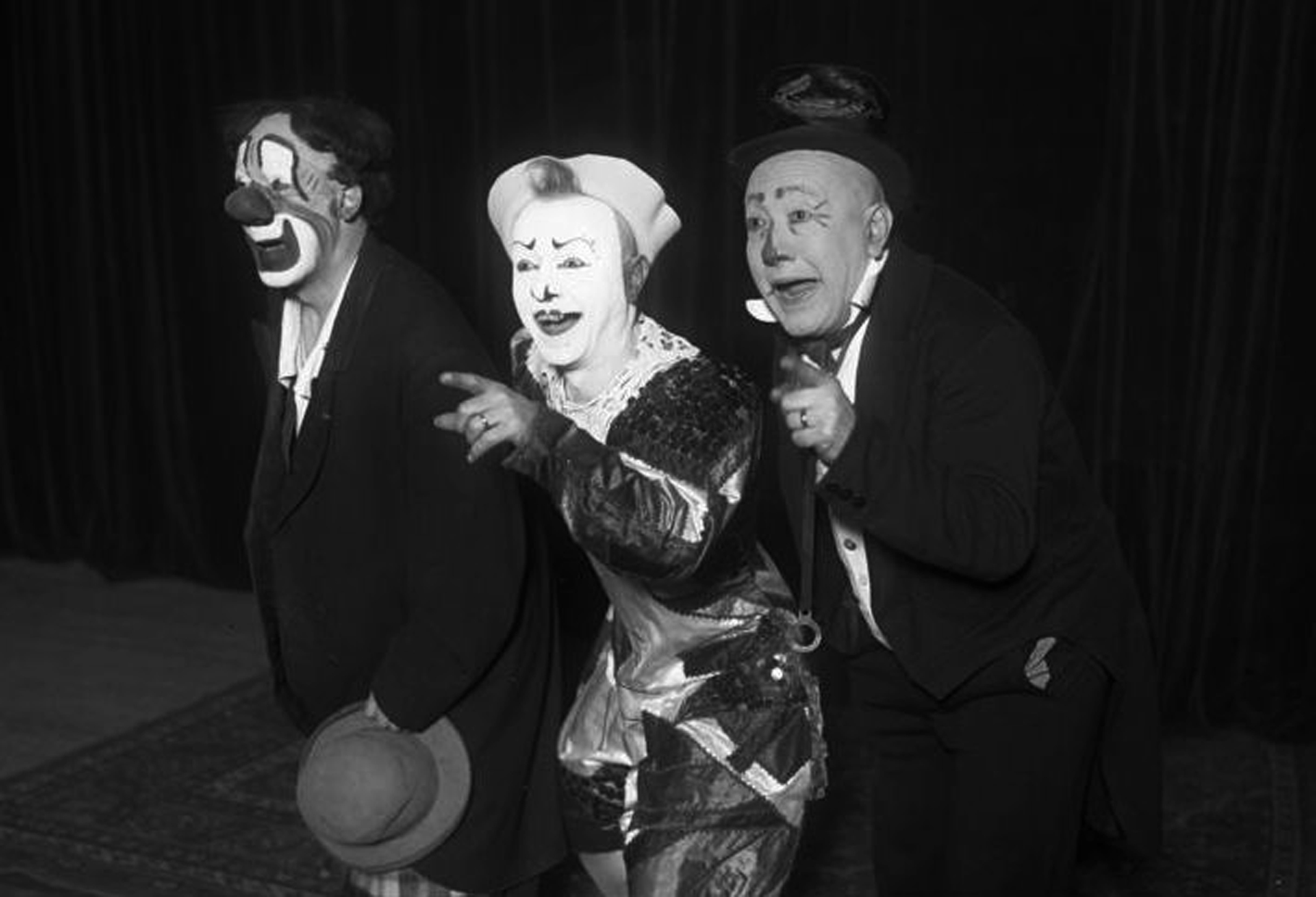
Trio Fratellini mit zwei Augusts: Albert (links) und Paul (rechts) (1932)

- Albert Fratellini (1885–1961) und Paul Fratellini (1877–1940) von Les Fratellini
- Charlie Rivel (1896–1983)
- Habakuk (Arminio Rothstein, 1927–1994)
- Chicky (Eugen Altenburger, 1928–2013) von Die Chicky’s
- Annie Fratellini (1932–1997)
- Enrico (Heinz Zuber, * 1941)
- Bernhard Paul (* 1947)
- Gaston Häni (1951–2023)
- David Larible (* 1957)